# Penn'a Du
Penn’a Du es una película alemana del género ensayo cinematográfico de 1982, escrita y dirigida por Georg Brintrup, cineasta alemán. El título es el nombre abreviado, usado cotidianamente, para designar un idioma que, de nuestros días, corre el riesgo de desaparecer: el alemán de Pensilvania (hablado en Estados Unidos), conocido igualmente con su nombre completo, Pennsilfaanisch Deitsch.

## Argumento
La película contiene cinco episodios cortos correspondientes a cinco conversaciones del director con otros tantos habitantes de la comunidad alemana de Pensilvania: 

1. Un profesor de la escuela de la comunidad, llamado William T. Parson, nos cuenta los orígenes (año 1683) de esta comunidad en los Estados Unidos: De cómo grupos de alemanes europeos siguieron el llamado del Inglés William Penn, cuyo objetivo era el de fundar y desarrollar en América un modelo de nueva sociedad, la Pensilvania. Nuestro narrador nos habla de la mezcla de culturas en los primeros momentos de instalación en el nuevo mundo, de cómo se formó un nuevo idioma hablado y escrito, de las características sociales y religiosas, de los principios religiosos, del desarrollo cultural, de los problemas y de los éxitos a través de su historia.
2. Un miembro de la comunidad Menonita (Mennonite Brethren), Isaac Clarence Kulp, nos ilustra, en general, sobre las diversas comunidades y aun sobre las sectas que llegaron a Pensilvania, procedentes, principalmente, de los territorios europeos alemanes. El mismo nos presenta la diferencia entre los “gay dutch” y los “plain dutch”, señalando que, contrariamente à estos últimos, los “gay dutch” viven, en cierta forma, “en el mundo”, es decir que no rechazan los ideales de la sociedad americana. Sin embargo, en todos ellos existe un común denominador: la elevada consideración de la educación. Desde sus inicios, los miembros de esta nueva sociedad comenzaron a construir escuelas.
3. Richard Druckenbrod, un pastor de la United Church of Christ, explica el desarrollo de su idioma, cuya existencia es defendida desde hace 300 años contra los influyentes embates del idioma inglés, lengua dominante en América. El alemán de Pensilvania es hablado, en nuestros días, por más de 300 000 individuos y conprendido por más de 400 000. Una precisión más: No solo es sobre las palabras que el inglés ejerce su influencia, lo es, igualmente, sobre su sintaxis. Los diversos dialectos del alemán de Pensilvania se han fundido entre ellos hasta convertirse en uno solo y homogéneo. Esta realidad provoca que aquellos dialectos no se están consevando y que no hayan encontrado desarrollo.

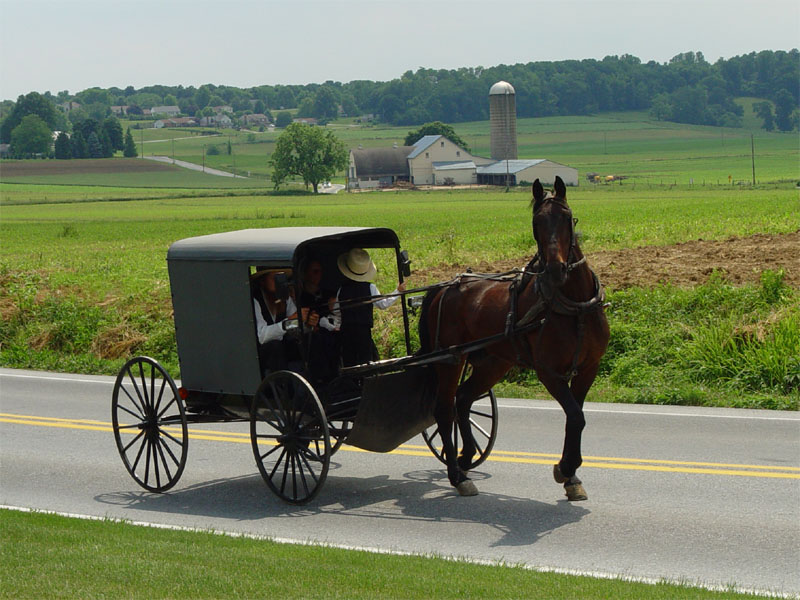
Lancaster County Amish

4. Un escritor y lingüista en alemán de Pensilvania, Earl C. Haag, nos señala que, en los Estados Unidos, la relación con la Historia es diferente de la que existe en Europa. Su presencia es mucho mayor en América. Este elemento ha jugado también un papel importante en lo relativo a las influencias sobre el alemán de Pensilvania. En la película, escuchamos algunos ejemplos de ese Alemán, presentados por el escritor Paul Wieand. Lancaster County Amish Mientras que en el idioma germano-pensilvánico hablado se siente la clara proveniencia de los orígenes alemanes, en la literatura del nuevo idioma se percibe una gran americanización en la forma y en el fodo de los sentimientos, creencias y preocupaciones. Por otra parte, según nuestro narrador, hasta la introducción del Inglés como lengua de la enseñanza, en 1911, era el alemán el idioma que se usaba y enseñaba en las escuelas.
5. El profesor Amish Robert Mays nos explica que existe para él, una ley obligatoria para que use el Inglés en la enseñanza en su escuela (escuela de un solo salón de clase). El Alemán es enseñado únicamente como un idioma extranjero. Pero los estudiantes aprenden a leer y a escribir con la antigua escritura, la „Frakturschrift“, con la cual es impresa igualmente la Biblia. Los niños amish hablan y escuchan en la familia solo el alemán de Pensilvania. A la edad de 15 años, los jóvenes amisch dejan la escuela y con ello, el aprendizaje de la „escritura escolar¨. Estos jóvenes no creen en una formación mayor, más avanzada. Robert Mays nos da una ilustración de ese sentir en relación con la vida. Para ellos, el reposo espiritual se funda tan solo en el „Principio de la Facilidad“. En todo momento, deben hacer valer la opinión de que hay que combatir un mundo „innecesariamente complicado“. Al final de este episodio, el profesor acompaña al director de la película a un museo, en el cual los turistas pueden conocer algunos episodios de la vida amisch a través de escenas con personajes de cera, pero, al mismo tiempo, señala que no todo lo que se ve en el museo es válido, pues los amish yo no son lo que se muestra. En los últimos veinte años, la población amish del condado de Lancaster (Pensilvania) se ha más que duplicado.

## Reparto
Los miembros de las comunidades que aparecen en la película son todos ellos las mismas personas en la vida real:
- William T. Parson
- Isaac Clarence Kulp jr.
- Richard Druckenbrod
- Earl C. Haag
- Robert Mays
- Georg Brintrup
- Paul Wieand
- Roberta Kramer
- Keith Brintzenhoff
- Peter Swavely
- Jane Swavely
- Susan Nolder
- Karen Fish
- Tom Mc Ginley
- Jay Diefenderfer
- Christine Richardson.

## Distribución
La película fue rodada con la técnica de sonido directo y en dos idiomas: Alemán e Inglés. Fue la primera vez (1981) que un profesor amish aparecía ante una cámara cinematográfica. De acuerdo a las reglas de la secta, un acto semejante estaba prohibido dado el ersfuerzo físico que se tenía que aportar. Para que las tomas pudieran ser realizadas, fue necesario mantener un silencio total. Las entradas y salidas de campo de algún individuo de la comunidad, se señalaban como „poses“. De otra manera, la toma era estrictamente rechazada.

### Título de la película
Penn’a Du: Il es la expresión cotidiana (abreviación) con la que se designa una lengua amenazada de desaparición en los Estados Unidos: El Alemán de Pensilvania.

### Première
La „Première“ americana de las versiones en inglés y en alemán tuvo lugar el 6 de noviembre de 1982 en el Wismer Auditorium del Ursinus College de Collegeville (Pensilvania). Esta „Première“ fue saludada en un periódico de la comunidad visitada para el rodaje de la película. El artículo fue redactado en el idioma del periódico, es decir, en alemán de Pensilvania. A título de curiosidad, se presenta un fragmento de dicho artículo::

IN DER SCHPIGGEL GUCKE - Wann mer arriyets hiegeh will as abaddich ebbes iss, zieht mer die gude Gleeder aa, unn schdellt sich ver em Schpiggel fer sehe ass alles im Blats iss. Was seht mer? Mer sehnt was mer meent ass mer sehne dutt (. . .)

### Emisiones
La primera emisión de “Penn’a Du” se llevó a cabo el Primero de octubre de 1982, a través de las ondas de la WDR (en Alemania). Otras emisiones en la TV alemana tuvieron lugar varias veces hasta el año 1983.
En los Estados Unidos, la emisión de la versión TV en Inglés se efectuó en la cadena local independiente WFMZ, en el sureste de ese país.

### Prensa y crítica
"The Independent" 13 de octubre de 1982 (original en Inglés):

[.....]La película es un documental “puesto en escena”. Durante varias semanas, las conversaciones y las entrevistas fueron preparadas con los miembros de las comunidades amish y alemana de Pensilvania. De esta forma, el autor y director de la película y su productor pudieron acercarse a una verdadera realidad de vida de la comunidad, propiciando, así, imágenes fuertes de esas comunidades, como si ellas se forjaran a sí mismas. Por ejemplo, es fascinante ver cómo un profesor Amish y su grupo de alumnos refleccionan a propósito de la manera diversa de pensar de unos y otros. Imágenes de una tal vivencia no se habían visto nunca antes en una película”.